# Älvsbyns köping
Denna artikel handlar om den tidigare kommunen Älvsbyns köping. För orten se Älvsbyn, för dagens kommun, se Älvsbyns kommun.
Älvsbyns köping var en tidigare kommun i Norrbottens län. Centralort var Älvsbyn och kommunkod 1952-1968 var 2560.

## Administrativ historik
Den 19 maj 1933 inrättades Älvsbyns municipalsamhälle inom Älvsby landskommun.
Detta bröts sedan ut ur kommunen tillsammans med en del andra områden (municipalsamhället omfattade den 1 januari 1946 en areal av 4,35 km², varav allt land) för att bilda Älvsbyns köping den 1 januari 1948 (enligt beslut den 28 mars 1947 och den 12 december 1947). Kommunreformen 1952 påverkade inte indelningarna i området, då varken Västerbottens eller Norrbottens län berördes av reformen.
Samtliga stadsstadgor gällde i köpingen, enligt beslut den 12 mars 1948. Köpingen hade egen fastighetsredovisning från dess bildande, separat från Älvsby socken.
Den 1 januari 1969 återförenades Älvsbyns köping och Älvsby landskommun, då landskommunen inkorporerades i köpingen. År 1971 infördes enhetlig kommuntyp och Älvsbyns köping ombildades därmed, utan någon territoriell förändring, till Älvsbyns kommun.

### Judiciell tillhörighet
I judiciellt hänseende hörde Älvsbyns köping till Piteå domsaga och Piteå och Älvsby tingslag.

### Kyrklig tillhörighet
Köpingen hörde i kyrkligt hänseende till Älvsby församling.

## Köpingsvapnet
Blasonering: I blått fält en från av en vågskura bildad, blå stam uppskjutande, genomgående treberg av guld och över detta en sol av samma metall.
Detta vapen fastställdes av Kungl. Maj:t den 17 juni 1948. Vapnet förs idag av den nuvarande Älvsbyns kommun. Se artikeln om Älvsbyns kommunvapen för mer information.

## Geografi
Älvsbyns köping omfattade den 1 januari 1952 en areal av 51,14 km², varav 48,93 km² land. Efter nymätningar och arealberäkningar färdiga den 1 januari 1954 omfattade köpingen den 1 januari 1961 en areal av 50,90 km², varav 48,76 km² land.

### Tätorter i köpingen 1960
I köpingen fanns tätorten Älvsbyn som hade 2 832 invånare den 1 november 1960. Tätortsgraden i köpingen var då 79,2 procent.

## Befolkningsutveckling
| Befolkningsutvecklingen i Älvsbyns köping 1950–1970 | Befolkningsutvecklingen i Älvsbyns köping 1950–1970 | Befolkningsutvecklingen i Älvsbyns köping 1950–1970 | Befolkningsutvecklingen i Älvsbyns köping 1950–1970 | Befolkningsutvecklingen i Älvsbyns köping 1950–1970 |
| --- | --------------------------------------------------- | --------------------------------------------------- | --------------------------------------------------- | --------------------------------------------------- |
| |                                                     |                                                     |                                                     |                                                     |
| År |                                                     |                                                     | Invånare                                            |                                                     |
| 1950 | 1950                                                |                                                     | 2 698                                               | 2 698                                               |
| 1955 | 1955                                                |                                                     | 3 059                                               | 3 059                                               |
| 1960 | 1960                                                |                                                     | 3 511                                               | 3 511                                               |
| 1965 | 1965                                                |                                                     | 4 019                                               | 4 019                                               |
| 1970 | 1970                                                |                                                     | 8 844                                               | 8 844                                               |
| Källa: SCB - Folkmängd inom administrativa områden 1910-1961 och Folkmängd 31 dec 1950-1975 i län, kommuner och församlingar enligt kommunindelningen 1 jan 1976. |                                                     |                                                     |                                                     |                                                     |

## Politik

### Mandatfördelning i valen 1950-1968
| 4 | 12 | 2 | 5 | 2 |

| 22 |

| 3 | 12 | 2 | 5 | 3 |

| 23 |

| 3 | 13 | 2 | 3 | 4 |

| 23 |

| 3 | 15 | 2 | 3 | 2 |

| 23 |

| 3 | 12 | 3 | 3 | 2 | 2 |

| 22 |

| 6 | 22 | 6 | 2 | 2 | 2 |

| 34 | 6 |

### Fotnoter
1. ↑  Per Andersson: Sveriges kommunindelning 1863-1993, Draking, Mjölby 1993, ISBN 91-87784-05-X, s. 99
2. ↑   (PDF) Folkräkningen den 31 december 1945, I, Areal och folkmängd inom särskilda förvaltningsområden m.m., Befolkningsagglomerationer. Stockholm: Statistiska centralbyrån. 1947. sid. 96. Arkiverad från originalet den 25 oktober 2014. https://www.webcitation.org/6TamDOErk?url=http://www.scb.se/Grupp/Hitta_statistik/Historisk_statistik/_Dokument/SOS/Folkrakningen_1945_1.pdf. Läst 25 oktober 2014 Arkiverad 24 september 2015 hämtat från the Wayback Machine.
3. 1 2 3 4   (PDF) Folkräkningen den 31 december 1950, I, Areal och folkmängd inom särskilda förvaltningsområden m.m., Tätorter. Stockholm: Statistiska centralbyrån. 1952-05-19. sid. 6* & 120. Arkiverad från originalet den 1 oktober 2014. https://www.webcitation.org/6T09ZkyrB?url=http://www.scb.se/Grupp/Hitta_statistik/Historisk_statistik/_Dokument/SOS/Folkrakningen_1950_1.pdf. Läst 9 oktober 2014 Arkiverad 29 oktober 2013 hämtat från the Wayback Machine.
4. ↑  ”Förteckning (Sveriges församlingar genom tiderna)”. Skatteverket. 1989. http://www.skatteverket.se/privat/folkbokforing/omfolkbokforing/folkbokforingigaridag/sverigesforsamlingargenomtiderna/forteckning.4.18e1b10334ebe8bc80003999.html. Läst 17 december 2013.
5. ↑  ”Svenska Heraldiska Föreningens vapendatabas”. Arkiverad från originalet den 18 oktober 2012. https://web.archive.org/web/20121018011750/http://databas.heraldik.se/index.php. Läst 3 februari 2011.
6. ↑   (PDF) Folkräkningen den 1 november 1960, I, Folkmängd inom kommuner och församlingar efter kön, ålder, civilstånd m.m.. Stockholm: Statistiska centralbyrån. 1965-09-30. sid. 61. Arkiverad från originalet den 15 juli 2015. https://www.webcitation.org/6a1zkRbkC?url=http://www.scb.se/Grupp/Hitta_statistik/Historisk_statistik/_Dokument/SOS/Folkrakningen_1960_01.pdf. Läst 26 december 2014 Arkiverad 14 oktober 2013 hämtat från the Wayback Machine.
7. ↑  SCB Folkräkningen 1960 del 2 Arkiverad 24 september 2015 hämtat från the Wayback Machine. sida 47 i pdf:en